# Vall de Biar
La vall de Biar és una depressió allargada de la superfície terrestre per on transcorre el curs alt del riu Vinalopó, entre les comarques de l'Alcoià i l'Alt Vinalopó, al País Valencià.
La vall de Biar conforma una unitat territorial que històricament li ha conferit un sentit d'unitat comarcal entre els municipis que la integren: Banyeres de Mariola, Beneixama, Biar, el Camp de Mirra i la Canyada.

## Geografia
Té un traçat des del nord-est cap al sud-oest. La capçalera de la vall es situa a l'altura del municipi de Banyeres de Mariola (l'Alcoià), delimitada per la serra de la Solana pel nord i la serra de Mariola pel sud. La vall s'obri a ponent i a la part central, a l'altura de Beneixama, es subdivideix en dos sectors separats per la serra de la Vila (o Sant Cristòfol): al nord amb els pobles del Camp de Mirra i la Canyada de Biar, sector que és conegut com la vall de Beneixama. Al sud de la serra de la Vila queda Biar delimitada per la ombria de les serres de Biar, del Flare i de la Peñarrubia, aquesta darrera ja en els termes de Saix i Villena, on la vall s'obri per complet als Plans de Villena. En total, la vall ocupa una superfície de 224 km² d’extensió.
La vall de Biar es troba entre els 500 i els 700 metres sobre el nivell de la mar, però les serres superen els 1000 metres. La màxima altura es troba al pic del Reconco (1.205 m) i altres pics importants són la Penya la Blasca (1.119 m) i l'Alt dels Tres Pinets (1.013 m).

### Clima i vegetació
El clima és mesomediterrani sec. En general, les precipitacions augmenten cap al nord. De fet, algunes àrees de muntanya presenten un ombroclima subhumit. Pel que fa a les temperatures, descendeixen amb l'altitud, de manera que als cims més alts comença el termòtip supramediterrani.
La precipitació mitjana anual és de 428mm a Banyeres, 498mm a Beneixama i 459 mm a Biar. El màxim de precipitació es produeix a la tardor i va seguit a prou distància per les pluges primaverals i hivernenques. Finalment, cal destacar la forta sequera estiuenca. Les temperatures mitjanes anuals es troben entre els 13 i els 14 °C. Durant l'hivern són freqüents els episodis d'inversió tèrmica al fons de la vall.
Pel que fa a la vegetació, a les serres predominen les pinedes de repoblació de pi blanc (Pinus halepensis). També és molt freqüent el pi pinyoner (P. pinea) als vessants arenosos, conreat des de ben antic pel seu interés econòmic. No obstant això, encara queden mostres de la vegetació natural de la zona. Es tracta de carrascars (Quercus rotundifolia) i màquies de coscolla (Q. coccifera) i ginebre (Juniperus oxycedrus). A les ombries més fresques la vegetació s'enriqueix amb arbres i arbusts caducifolis com el gal·ler (Quercus faginea), el fleix de flor (Fraxinus ornus) o l'arç blanc (Crataegus monogyna). A zones més degradades apareix un matollar calcícola dominat per argelaga (Ulex parviflorus) i romer (Rosmarinus officinalis) on apareixen endemismes molt interessants. Les alberedes i omedes que es desenvolupaven en alguns barrancs i en el riu Vinalopó han desaparegut quasi per complet. Les zones baixes es troben conreades.

## Història

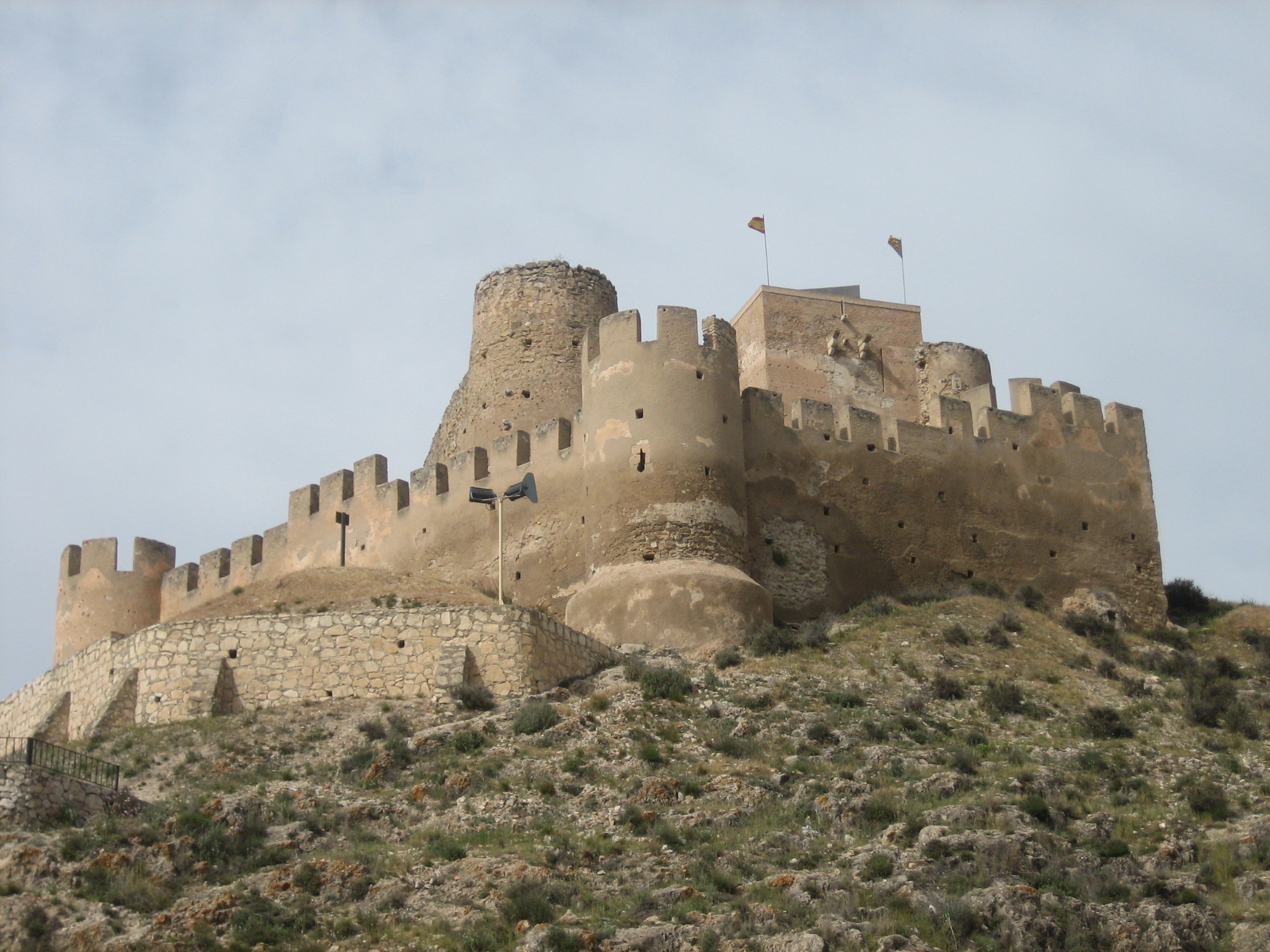
Castell de Biar

La població més important de la vall en el període islàmic fou el poblat fortificat de Biar (hisn Biyär). Per ella passava la via que comunicava les medines de Múrcia, Xàtiva i València, cosa que explica l'existència a Biar d'un alfòndec (fünduq) que apareix documentat al segle xiii com un dels més importants del regne de València. Actualment, a la comarca encara es coneix aquesta via com el camí de Xàtiva.
Pareix que, com el hinsn Biyär, Hammäm Biyär (Banyeres) depenia també de la governació ('amal) de Xàtiva. La resta d'alqueries dels voltants es van crear dins de l'Iqlim de Medina Bilyana (Villena): Hammäm Biyär (Banyeres), Serrella, Banï Xamah (Beneixama), el Negret, Al Mazraa (el Camp), Benisamaio (la Canyada), que es trobaven a la vall de Beneixama.
Com a testimonis d'aquella època es conserven els castells almohades de Banyeres de Mariola i Biar, les restes del castell d'Almisrà i les torres del Negret i Beneixama.
A mitjan segle xiii la comarca es va incorporar al regne cristià de València. L'any 1244 es va signar al castell d'Al Mazzraa (el Camp de Mirra) el tractat d'Almisrà, amb el qual l'infant Alfons de Castella (futur Alfons el Savi) i el rei Jaume I confirmaren els antics pactes on s'establia la frontera entre les corones de Castella i Aragó al port de Biar. Un any més tard, el febrer de 1245, i després de cinc mesos de setge, el mateix rei En Jaume conqueria el castell de Biar, "el millor de la frontera" segons la seua Crònica i donava per conclosa la conquesta del regne de València.
Després de la rendició de Biar les diferents alqueries foren donades a senyors feudals, però la població musulmana autòctona fou majoritària a la vall fins a les revoltes d'al Azraq. Sufocada la revolta, es van expulsar els sarraïns de Biar i la vila es va poblar amb colons cristians cap al 1280, per garantir així la seguretat d'aquest punt estratègic en la frontera del regne.
La Vall de Biar fou un important focus revolucionari durant les Germanies, i com a conseqüència, una zona fortament represaliada. Biar fou multada amb 1660 lliures i Banyeres amb 250 ducats. En la guerra de Successió la comarca prengué part per Felip V d'Espanya.

## Festes i tradicions
Les festes més importants a totes les poblacions són els Moros i Cristians, amb l'excepció de la Canyada. No debades la comarca ha estat el nucli d'origen d'aquest tipus de festa i a partir d'ella s'ha expandit cap a altres comarques veïnes.
També és molt popular la festa de Sant Antoni del Porquet, on s'encenen fogueres. A Biar dins d'esta festa s'ha conservat un personatge medieval: el Rei Pàixaro.
Un altre tipus de festivitat comuna a totes les poblacions són les danses, les corregudes i altres esports tradicionals com el salt i el tir de barra.
Els estils de ball tradicional de la comarca són la jota, l'u o malaguenya, el fandango de cobla partida, la jota de quatre, la seguidilla i el copeo. Un estil de jota molt característic d'aquesta comarca és el ball de tres, conegut també com la Xitxarra. Al segle xx els balls tradicionals han anat caient en l'oblit, a excepció de les populars danses, però encara es mantenen en el repertori dels grups de danses i en la memòria de la gent gran.

## Gastronomia
Els plats tradicionals de la comarca són la perola d'arròs i conill, els gaspatxos, el putxero de fassegura i la gatxamiga entre d'altres. Per obrir boca, solen posar-se a taula olives adobades amb pebrella i sajolida.
Pel que fa a les postres hi ha una gran diversitat de pastes com tonyes, rotllets i coquetes d'aiguardent, rotllets de vi, sospirs, mantecades, "almendraos", "sequillos", tortades, etc. Tampoc podem oblidar el torró i la mel de Biar o la Roja de Beneixama.
La beguda més típica és l'herbero, beguda a base d'anís sec i dolç macerat amb herbes de la serra de Mariola, com el timó reial, el rabet de gat, la camamil·la o la sàlvia.

## Delimitacions històriques
Durant l'època musulmana, la Vall de Beneixama pertanyia a l'Iqlim de Medina Bilyana (Villena) i la Vall de Biar al de Medina Šāṭibat (Xàtiva). Amb la conquesta cristiana es va dividir la regió, on es va sumar les alqueries al nord de Villena al nou terme de Biar. Aquestos municipis formaren part de Biar fins a 1795-1797 . A aquestes poblacions se suma Banyeres de Mariola, la qual en època islàmica era una alqueria del districte de Biar anomenada Hammäm Biyär (els Banys de Biar).
A finals del segle xviii, Cavanilles estableix una demarcació anomenada Mariola, integrada per la vall d'Agres i la vall de Biar. A les seues "Observaciones" descriu la darrera de la manera següent:
"El valle de Biar propiamente dicho es lo más occidental del reino (de València) por aquella parte; tiene al norte la sierra de Agullent y al sur la de Biar, separadas por una larga legua de llanuras que de oriente a poniente se extiende legua y media entre los términos de Bañeres y Villena."
Al segle xx, la Vall de Biar s'inclou dins la Il·licitana en la classificació de Felip Mateu i Llopis de 1931, però dins la Serrania d'Alcoi en la classificació comarcal d'Emili Beüt de 1934, i dins l'Alcoià en la de Joan Soler de 1970. L'Enciclopèdia Catalana també la inclou dins la comarca de l'Alcoià. La proposta de Bernardí Cabrer y Mª. José Ribera, però, la inclou amb Villena i la Foia de Castalla.
La Generalitat Valenciana, a les Demarcacions Territorials Homologades (DTH) de 1987, va adscriure els municipis (excepte Banyeres de Mariola) a l'Alt Vinalopó. Esta decisió es degué a diversos motius. D'una banda, estes localitats havien pertangut al partit judicial de Villena des de finals del segle xix, i d'altra, presenten una forta atracció econòmica cap a esta última localitat, que exercix de capçalera regional i centre comarcal.